# Otto Marseus van Schrieck

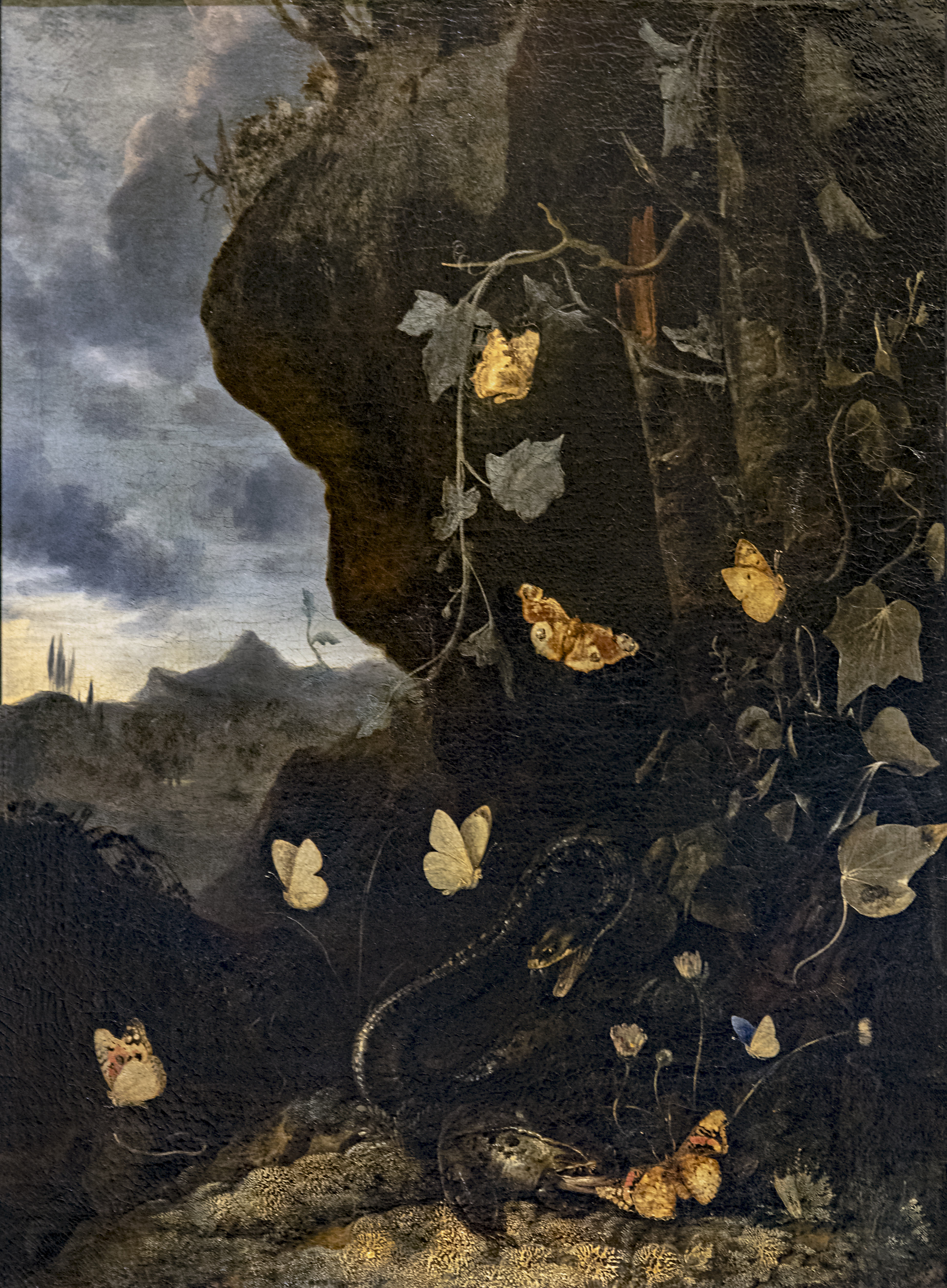
Serpents, crapauds et papillons
Musée des Augustins de Toulouse.

Otto Marseus van Schrieck (Nimègue, entre 1614 et 1620 – Amsterdam, inhumé le 22 juin 1678) est un peintre néerlandais (Provinces-Unies) du siècle d'or.
Il est surtout connu pour ses natures mortes d'un genre particulier, que l'on pourrait appeler des « natures vivantes », ou donnant l'illusion de la vie, compositions mystérieuses et sombres mélangeant des plantes et des animaux des forêts.

## Biographie
On connaît peu de choses au sujet des origines et de la formation de Marseus van Schrieck. Il est né à Nimègue, entre 1614 et 1620.
En 1643, il aurait séjourné en France, où il aurait été actif à la cour d'Anne d'Autriche, épouse du roi Louis XIII. Vers 1648, il part pour l'Italie en compagnie de Matthias Withoos et Hendrik Grauw. Le nom d'Otto Marseus van Schrieck est mentionné dans le Status animarum (le « Livre des âmes ») de la ville Rome en 1652, ainsi que comme membre Bentvueghels, une société d'entraide regroupant principalement des artistes du Nord venus parfaire leur art dans la ville éternelle. Sans doute du fait qu’il était constamment à la recherche de petits animaux pour mettre dans ses terrariums et les peindre, ses confrères au sein de cette société lui donnent le surnom de « Snuffelaer » (« Fureteur »). Son premier tableau signé, réalisé dans la ville de Rome, date du 10 août 1655.
En 1657, le prince Léopold de Médicis l'invite à Florence. Là, Marseus van Schrieck fait la connaissance de Willem van Aelst dont il devient l’ami.
En 1663, Otto Marseus van Schrieck revient aux Pays-Bas en compagnie de Van Aelst et s’établit à Amsterdam, où il vivra jusqu’à sa mort, à l’exception de quelques possibles voyages à l’étranger, mais ceux-ci ont sans doute précédé son retour d'Italie – selon Arnold Houbraken, il aurait également voyagé à travers la France (peut-être en se rendant en Italie ou lors de son voyage de retour) et l’Angleterre (peut-être en 1659). Il épouse en 1664 Margreta Gijsels, âgée de 20 ans. Trois ans plus tard, il rencontre Cosme III de Médicis, qui séjourne alors aux Provinces-Unies, et lui vend trois tableaux.
En 1672, année où il rédige un premier testament en faveur de sa femme, il est appelé à La Haye avec trente-quatre autres peintres, dont Johannes Vermeer, Jan Lievens et Melchior D'Hondecoeter, pour donner son jugement sur une collection de treize toiles vénitiennes que Frédéric-Guillaume, Grand Électeur de Brandebourg, a acheté au marchand d'art Gerrit Uylenburgh et qui sont suspectées d'être des faux.
En 1674, des difficultés financières l'amènent à vendre une ferme – la Waterryck –, sans doute le lieu où il élevait des animaux pour les peindre. Trois ans plus tard, il vend au bourgmestre d'Amsterdam une autre de ses propriétés, un lopin de terre.
Otto Marseus van Schrieck meurt peu après, en 1678. Il est enterré le 22 juin dans la chapelle Nieuwe Zijds à Amsterdam.
Il avait un frère, Evert Marseus van Schrieck (v. 1614-1681), né à Gennep, qui fut peintre de paysage.

## Œuvres
Il commença par peindre des bouquets de fleurs luxuriants, avant de se consacrer, dans les années 1660, à la représentation de la vie du petit monde animal. Il avait en effet une prédilection pour immortaliser dans ses œuvres des insectes et des reptiles aux couleurs chatoyantes, qu’il conservait dans des terrariums. Ces dernières œuvres lui valurent au début la renommée, et une reconnaissance persistante.
- Nature morte avec des champignons, des serpents et des papillons, 1655, huile sur toile, 38 × 48 cm, Galerie Palatine, Palais Pitti, Florence[9]
- Liserons bleus, crapaud et insectes, 1660, huile sur toile, 54 × 68 cm, Staatliches Museum Schwerin[10]
- Chardons, Ecureuil, Reptiles et Insectes, après 1660, 102,5 × 136 cm, Musée des beaux-arts de Quimper[11]
- Nature morte avec insectes et amphibiens, 1662, huile sur toile, 50,7 x 68,5 cm, Herzog Anton Ulrich Museum, Brunswick[12]
- Plantes et Insectes, 1665, huile sur toile, 102,3 x 75,8 cm, Mauritshuis, La Haye[13]
- Reptiles, papillons et plantes autour d'un arbre, huile sur toile, 60 × 47 cm, Galerie Palatine, Palais Pitti, Florence[14]
- Serpents et papillons dans un sous-bois, daté 1670, huile sur toile, 70 x 55 cm, Musée du Louvre, Paris[15]
- Nature morte avec coquelicot, insectes et reptiles, vers 1670, huile sur toile, 68,3 × 52,7 cm, Metropolitan Museum of Art, New York[16]
- Nature morte avec serpent et lézard, vers 1670, huile sur toile, 62,9 × 49,5 cm, Musée des beaux-arts de Boston[17]
- Fleurs, insectes et reptilesdaté 1673, huile sur toile, signé, 69,5 × 52,7 cm, Fitzwilliam Museum, Cambridge[18]
- Chardon, reptile et papillons, huile sur toile, 61 × 50,5 cm, Musée de Grenoble[19]
- Chardon, lézards et papillons, huile sur toile, 63 × 53 cm, Musée des beaux-arts de Bordeaux[20]
- Nature morte de fleurs, huile sur toile, 69,8 × 53,3 cm, Fitzwilliam Museum, Cambridge[21]
- Plantes, reptiles et insectes, huile sur toile, 36,5 × 26,5 cm, Musée des beaux-arts de Lyon[22]
- Serpents, crapauds et papillons, huile sur toile, 61 × 49 cm, Musée des Augustins de Toulouse[23]
- Sous-bois avec un serpent, des lézards, des papillons et d’autres insectes, signé, 76 × 62 cm, non daté, entre 1650 et 1678, Rijksmuseum, Amsterdam[24]
- Tronc de bouleau argenté avec rose, lézards, un serpent, des champignons, des papillons et un escargot, huile sur toile, 61,7 × 52,3 cm, Fitzwilliam Museum, Cambridge[25]

## Galerie

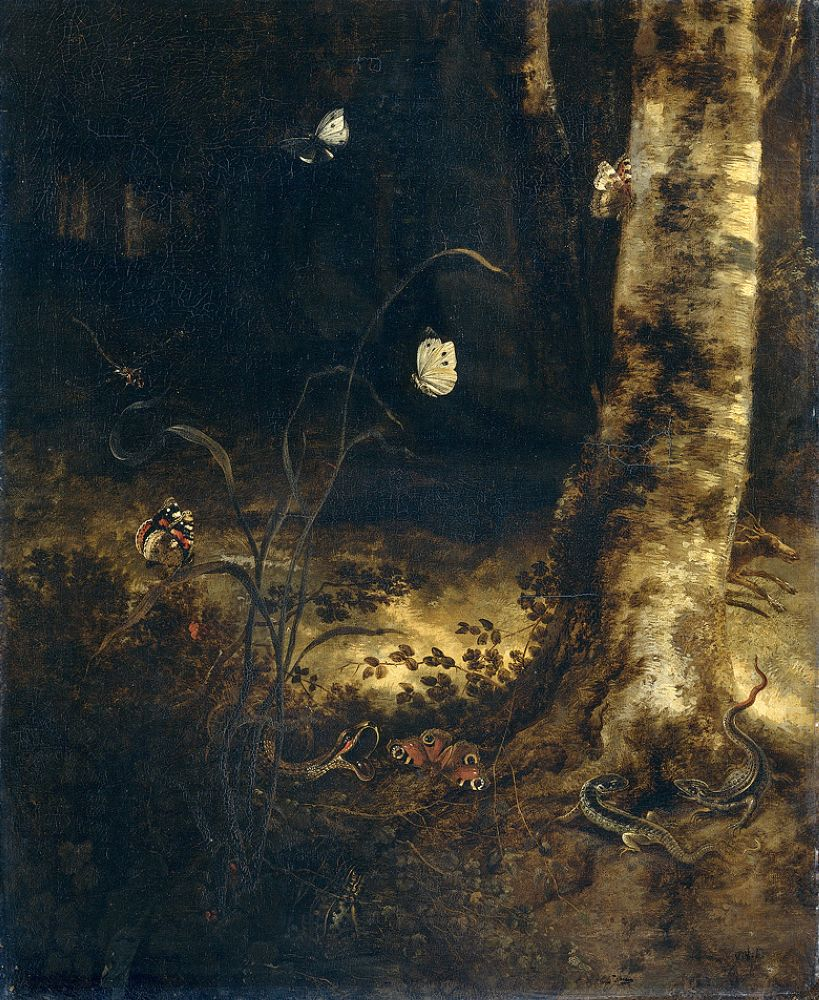
Sous-bois, 1650-1678 Rijksmuseum
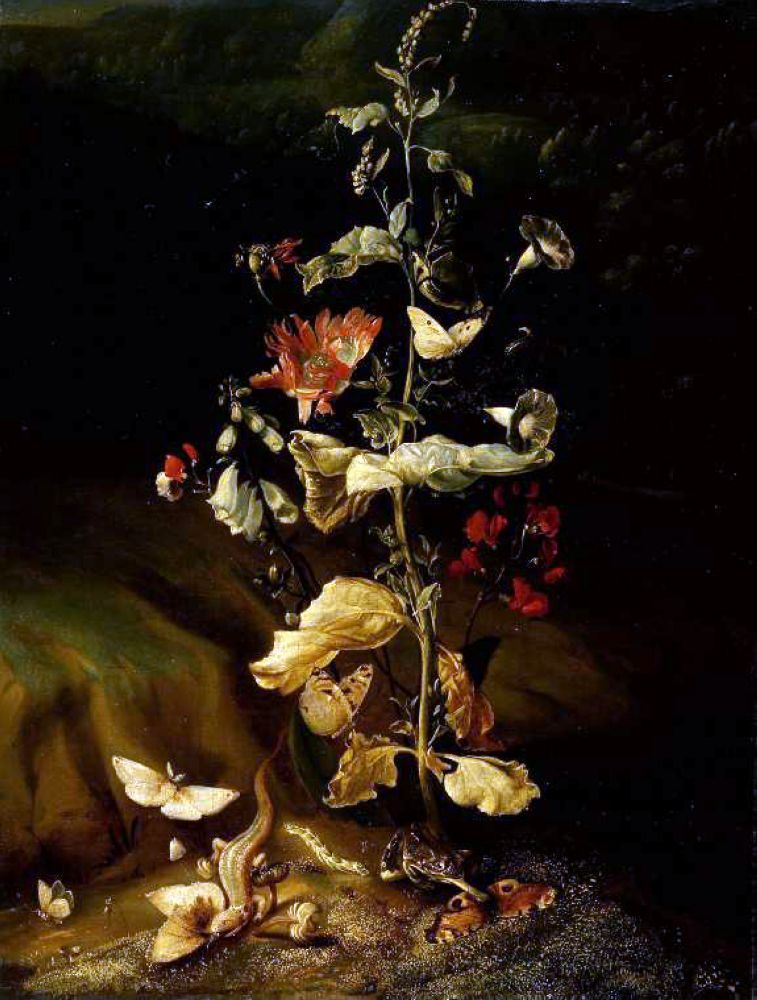
Nature morte de fleurs, 1650-1678 Fitzwilliam Museum
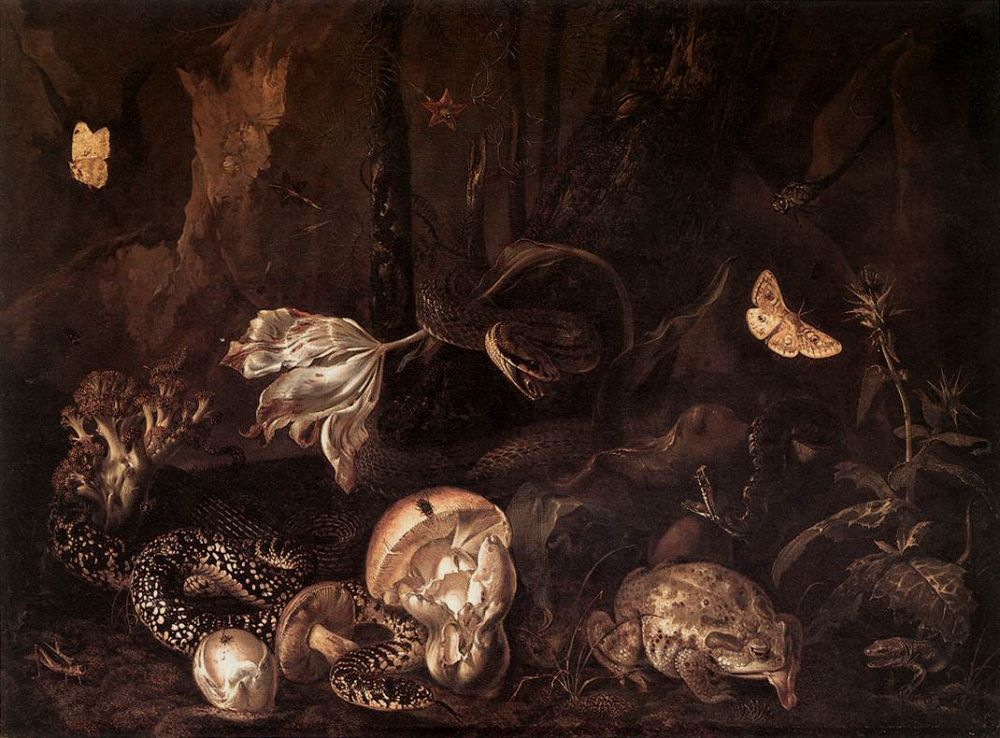
Nature morte avec insectes, 1662 Herzog Anton Ulrich Museum
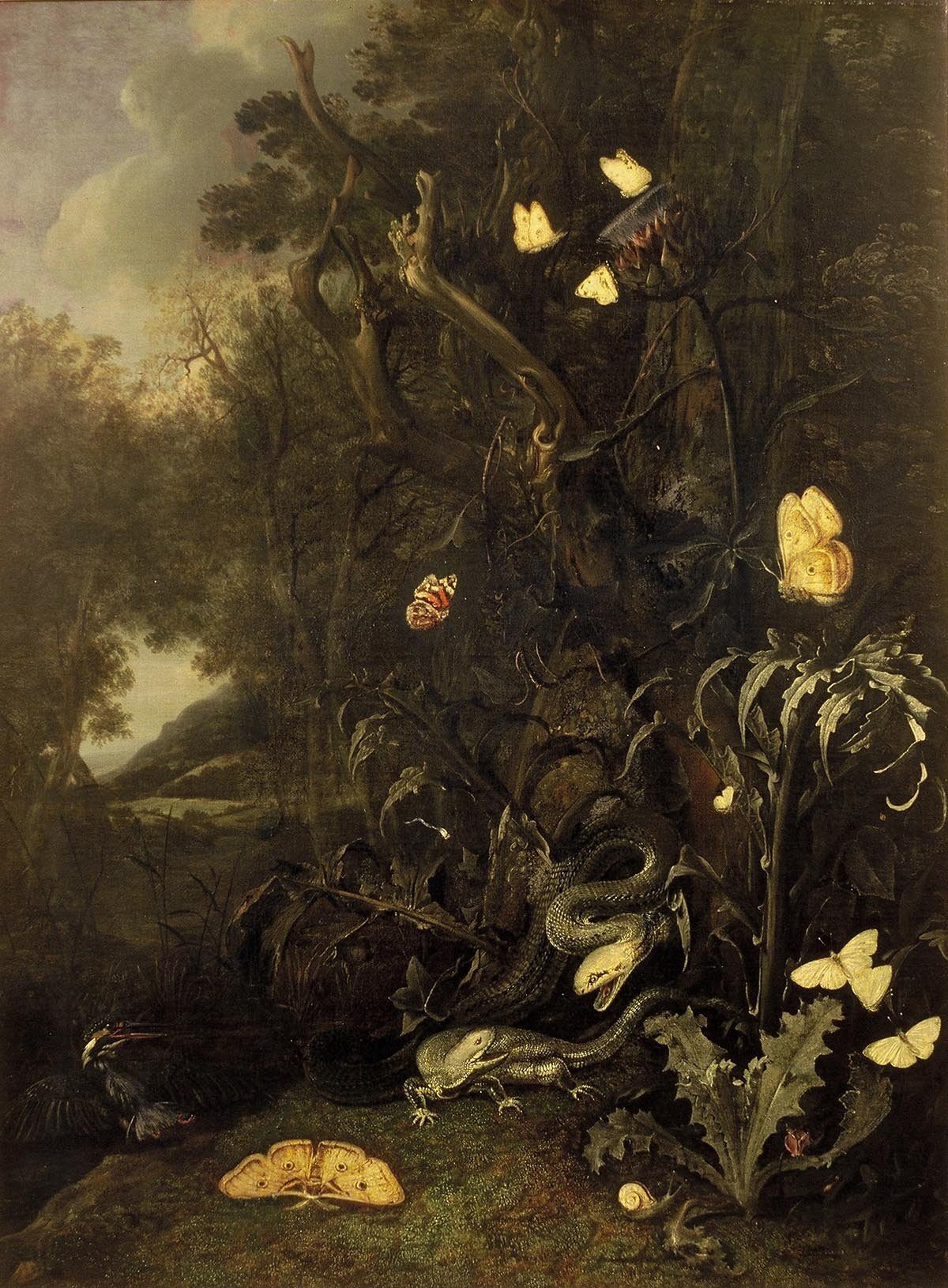
Plantes et Insectes, 1665 Mauritshuis
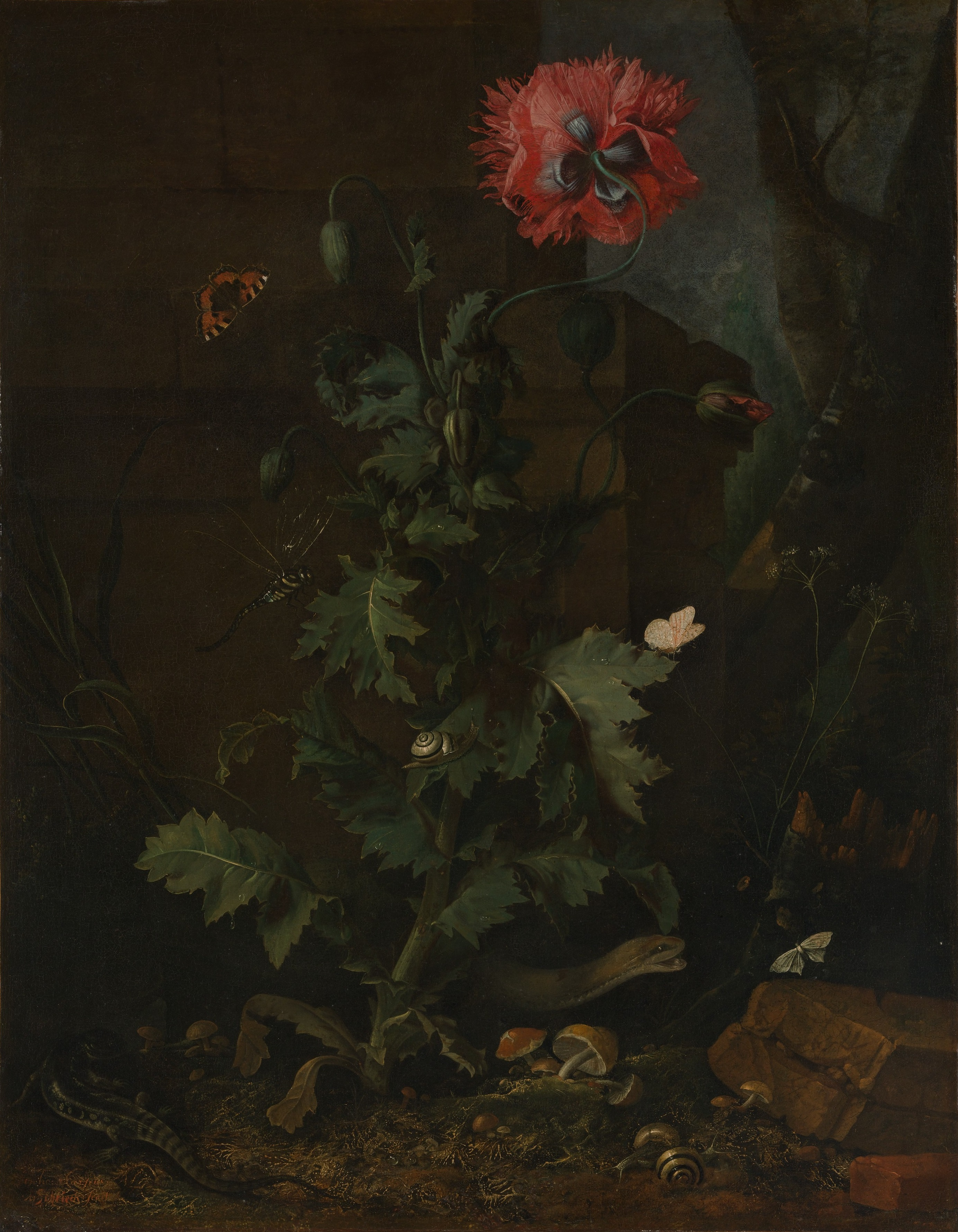
Nature morte avec coquelicot, vers 1670 Metropolitan Museum of Art
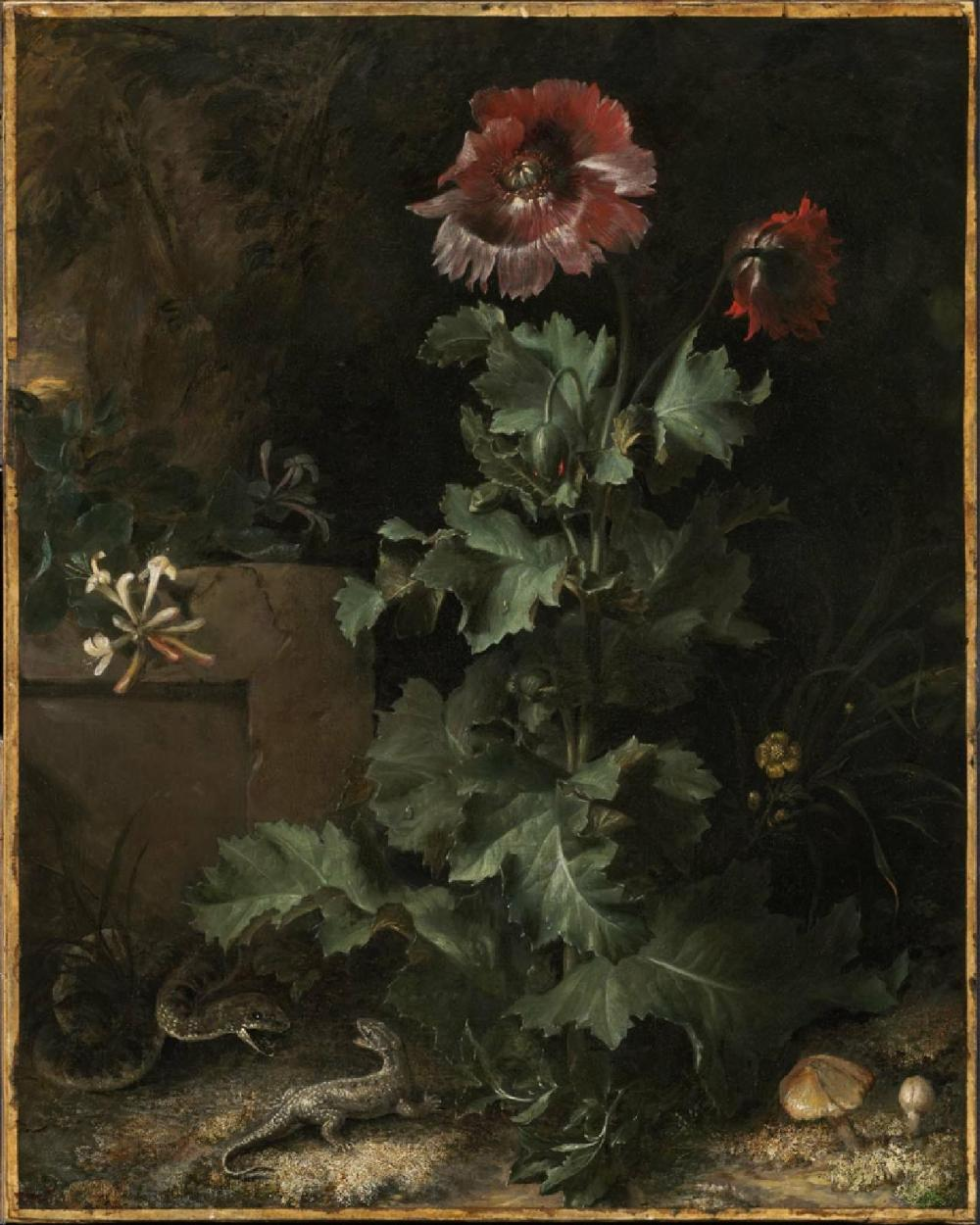
Lézard et serpent, vers 1670 Boston
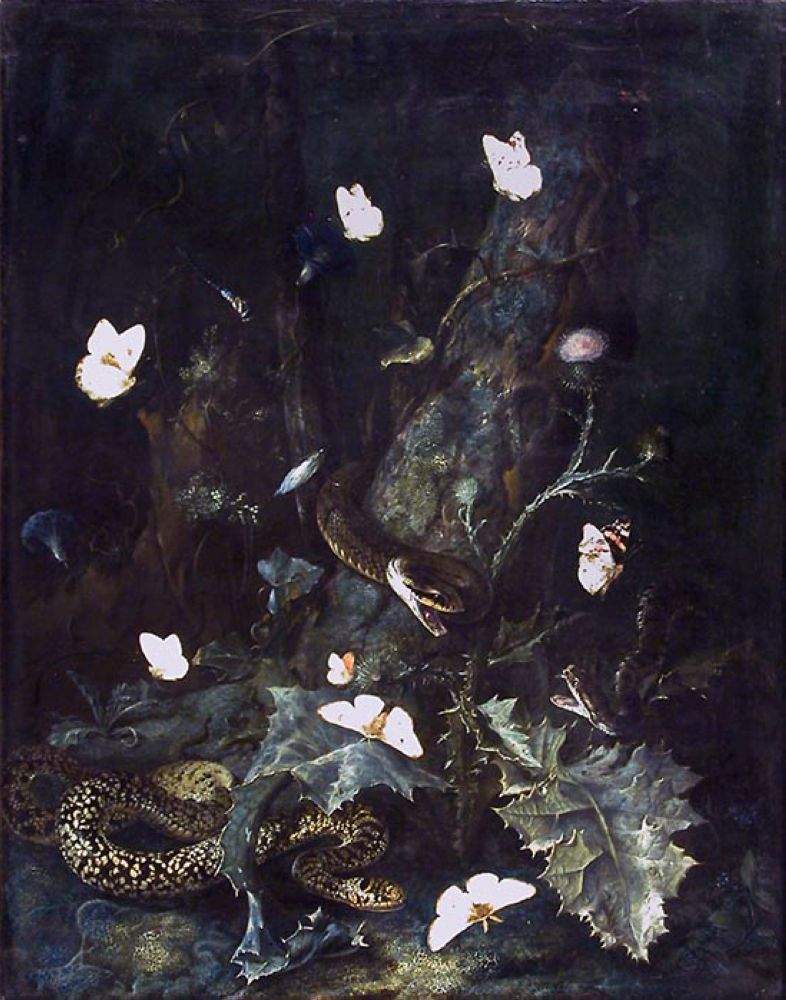
Serpents et papillons, 1670 Musée du Louvre
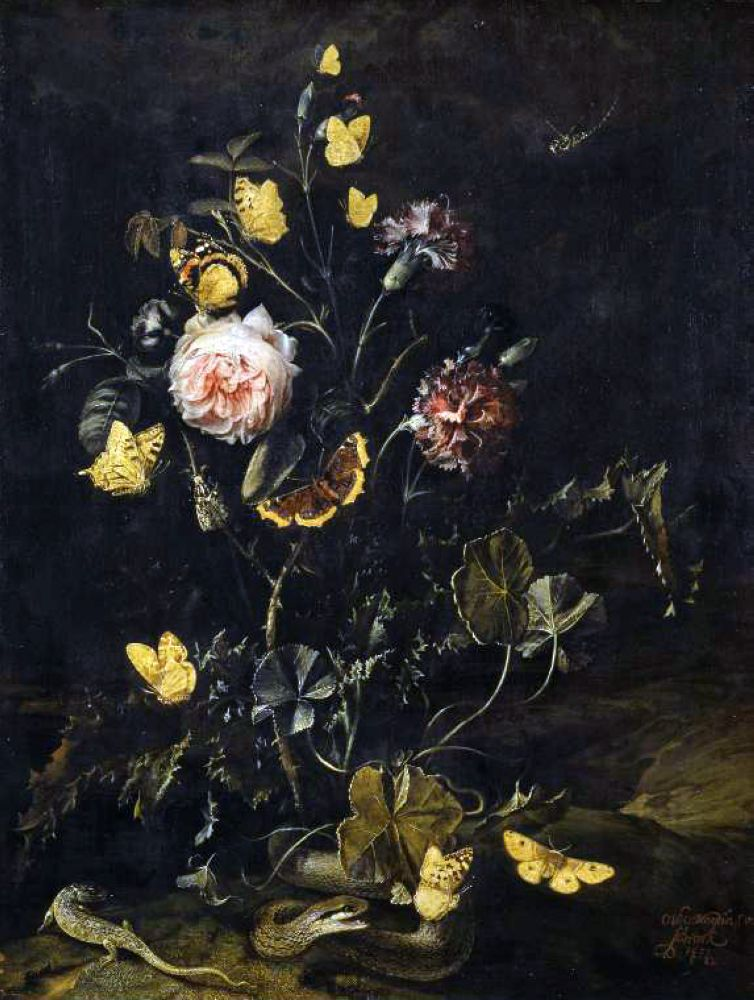
Fleurs, insectes et reptiles, 1673 Fitzwilliam Museum